# 6827 Вомбат
6827 Вомбат (6827 Wombat) — астероїд головного поясу, відкритий 27 вересня 1990 року.
Тіссеранів параметр щодо Юпітера — 3,364.
Назва походить від вомбатових (лат. Vombatidae) — родини ссавців з когорти сумчастих (Marsupialia).